# زقاق البلاط
زقاق البلاط حي من أحياء مدينة بيروت. اكتسبت منطقة زقاق البلاط اسمها وشهرتها عند قيام الدولة العُثمانيّة برصف أزقتها بالبلاط. وقد استحدثت في القرن التاسع عشر بعد تطور المنطقة القريبة من مدينة بيروت ومن سورها. وقد امتازت حينذاك بطابعها الأرستقراطي، وبنيت فيها القصور ذات السقوف القرميديّة التي لا يزال بعضها قائماً إلى يومنا هذا وهي مسقط رأس الفنانة العظيمة فيروز.

## موقعها
تتبع جغرافيّاً لمنطقة المزرعة بين رمل الظريف غرباً والباشورة شرقاً، والمصيطبة جنوباً، وساحة رياض الصلح شمالاً. أما أيام الانتداب الفرنسي، فحدد "الزقاق بقصر "حنيني" إلى الشمال، وقصر الدكتور "دي بران" على تلة جنوب غربه، وقصر "آل الخوري" إلى غربه، وقصر "حسن القاضي" إلى شرقه.

## التسمية
بنى الشارع المسمى زقاق البلاط إبراهيم باشا خلال الفترة العثمانيون. كانت فيما مضى شارعا فرعيا ضيقا لذا سميت بالـ«زقاق» (أو سقاق باللهجة السورية). ووصفت بالبلاط بسبب الحجارة السوداء التي استعملت والتي بدت كأنه بلاط.

## تاريخها
عند توسع بيروت إلى خارج أسوارها أيام إبراهيم باشا، كانت منطقة زقاق البلاط من أول المناطق البعيدة التي استوطنت إذ تم رصف شوارعها بالحجر الأسود الصغير المتراص. منهم من قال أن إبراهيم باشا هو من رصفها أما أخرون، فذكروا أن الكنيسة الكاثوليكية هي من رصفت الشارع بالحجارة البركانية السوداء لتسهيل وصول المصلين وإبقاء الرمال في الخارج. وبعد حريق بيروت أيام الفرنسيين، كانت منطقة زقاق البلاط هي المكان النموذجي لإقامة منطقة سكنية أرستقراطية. وبدأت النخب التجارية والعلمية والمدارس والبعثات الأجنبية والقناصل تفد تباعا الواحدة تلو الأخرى، حتى أصبح الزقاق، حي الطبقة الراقية، الذي شكّل وجه بيروت الحضاري للمستقبل.
وعندما منعت الإرساليات الأجنبية من التواجد في جبل لبنان، توجهوا إلى منطقة زقاق البلاط وأسسوا فيها مدارسهم. فعام 1843، أسست الإرسالية الأميركية أول مدرستها ومطبعتها في تلك المنطقة فيما كان يعرف بمدرسة الأميركان. وتم بناء الكنيسة الإنجيلية عام 1862 الشهيرة ببرج جرسها الذي حوى أول ساعة في بيروت، وعرفت بساعة الأميركان، ثم أسس المعلم بطرس البستاني مدرسة وطنية غير تابعة للبعثات التبشيرية الغربية. وعام 1860 تأسست «المدرسة السورية البريطانية» عام 1860 التي أصبحت فيما بعد «ثانوية الحريري الثانية». ثم تأسست «المدرسة البطيركية»، والتي تعرف بـ«البطركية»، في أعلى التل المشرف على «زقاق البلاط». في عام 1928 نقلت المدرسة الفرنسية «الليسي» إلى المنطقة. أسس عارف النكدي المدرسة المعنية، لتكون أول مدرسة تابعة للطائفة الدرزية في بيروت.

### التغيير الديموغرافي
نزح العديد من الجنوبيين ليسكنوا المنطقة إثر الإعتداءات الإسرائيلية على جنوب لبنان، كما سكنه نازحون أكراد من سوريا لكونها قريبة من الأسواق التي عملوا بها. وعند اشتداد المقاومة الفلسطينية، تم استهداف العديد من المؤسسات الأجنبية فيها التي اضطرها لترك المنطقة. كما أدت الحرب الأهلية اللبنانية إلى تهجير ساكنيها المسلمين ودفع أهلها الأصليين لمغادرتها.

## معالم مميزة
من معالمها المميزة: مسجد زقاق البلاط، حسينية زقاق البلاط، المدرسة الوطنية، لمؤسسها المعلم بطرس البستاني، مدرسة المرسلين الاميركيين، ومتحف السيدة فيروز مدرسة راهبات الناصرة، مدرسة مار يوسف، المدرسة البطريركية، والمدرسة الإنجيلية، المحكمة الشرعية السنية، المدرسة الأرمينية، مدرسة الحريري الثانية مركز نادي «الهومنتمن». 

### منزل بشارة الخوري
المبني على الطراز التوسكاني ولا يشبه المنازل اللبنانية التقليدية. مدخله درجتان كبيرتان تحضنان مغارة حجرية أو ما تبقى منها، وداخله مؤلف من طبقتين مزينتصدر عن «منشورات المعهد الألماني للشرق»</ref>

### مبنى أل الهبري
مؤلف من أربع طبقات كان لآل هبري وبناه الشيخ توفيق الهبري وهم من تجار الرخام. وكل طبقة كانت تحتوي على ثلاث غرف ومطبخ وحمام للخدم. لكن جمعية المشاريع اشترت العقار من الورثة ورممته مبقية على ملامحه الأثرية، مثل أرضيته الرخامية وشرفاته الزجاجية الملوّنة والمزخرفة، وقرميده الأحمر.

### منزل آل زيادة
شيد عام 1860 وصممه المهندس الإيطالي التينا. بحسب بوندستاين، يعد أحد أجمل منازل العاصمة ويتميز بقناطره الثلاثية، وباحته الفسيحة في الوسط، وواجهاته الجنوبية والغربية الممتدة أقواساً وجدراناً مزينة بعيون الأبقار. ويتميز هذا البناء بطبقتين معتمرتين بالقرميد الأحمر، ويرتفع على جانبيه برجان صغيران مربعان يحتوي كل منهما على «عليّة» صيفية.

### متحف السيدة فيروز

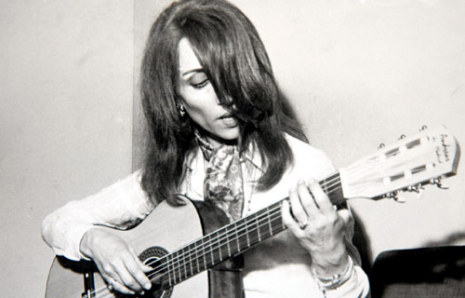
السيدة فيروز

تحول المنزل الذي نشأت فيه المطربة الكبيرة السيدة فيروز إلى متحف يحتضن أعمالها الغنائية والمسرحية بعدما استملكت بلدية بيروت العقار رسميا.
صوت فيروز سيصدح مجددا في المنزل الذي احتضن طفولة المطربة التي تُسمى في لبنان «سفيرة البلاد إلى النجوم».
ويقع منزل السيدة فيروز وسط منطقة «زقاق البلاط» القريبة من وسط العاصمة اللبنانية، والتي اشتهرت تاريخيا بطابعها الأرستقراطي، وبنيت فيها القصور ذات السقوف القرميديّة التي لا يزال بعضها قائماً إلى يومنا هذا، إضافة إلى الإرساليات الأجنبية والمدارس والمعاهد، والتي قضت الحرب الأهلية على معظمها.
وكان المجلس البلدي لمدينة بيروت اتخذ عام 2008 قرارا بإعلان المنفعة العامة على منزل فيروز، وعلى العقار 501 المجاور الذي يضم قصر بشارة الخوري (أول رئيس لبناني بعد الاستقلال)، بهدف حمايتهما والحفاظ عليهما، نظرا إلى قيمة الأول المعنوية وإقامة متحف لفيروز فيه، والثاني لطابعه التراثي الغني والمميز ولتحويله إلى قصر للضيافة أو الاستقبالات الكبرى.

### منزل آل حنينة
شيد عام 1880 لحساب روسي، ثم تحول إلى مقر لقنصلية الولايات المتحدة. له سلم خارجي يفضي إلى الطبقة الأولى، وحوضه رخامي، وكرانيشه ومقرناته، وسقوفه مكسوة بالمرايا. اشترته عائلة مزهر في مطلع القرن وأجرته للطبيب الفرنسي جوستين كالميت بين 1903 و1914، ثم تحول إلى مقر لقنصلية الولايات المتحدة حتى عام 1934. بعد ذلك شغل الطبقة الأولى منه الدكتور جوزف حنينة، ماري مزهر وزوجها، وجورج حداد وزوجته الكاتبة والفنانة ماري شيحا، ابنة السياسي والمفكر اللبناني المعروف ميشال شيحا. ومن بين الذين استأجروا الطبقة السفلية الطبيب داهش الذي نفي إلى خارج لبنان.

### قصر فرعون
شيده فيليب فرعون عام 1901، قرب السراي على الربوة الغربية من بيروت القديمة. فجاء البناء «النيوقوطي» انعكاساً للفترة الذهبية من فن البناء في بداية القرن. دمرت بعض أجزائه في الحرب الأهلية الأولى فإعيد ترمرميه على طراز قصر العظم في دمشق، بالخشبيات القديمة المنقوشة. في عام 1936 جمع في منزله أجمل مجموعة زخرفية تعود إلى الفترة الممتدة بين القرنين الثالث عشر والتاسع عشرمزينة بفخامة 14 بهواً في الطابق الأرضي وست غرف في الطابق الأول. عام 1991، انتقلت ملكية قصر فرعون إلى روبير معوض، الذي حول القصر إلى متحف يعرض قطعاً تزيينية تاريخية، وفخاريات من العهود القديمة، وألواحاً خشبية أعيد تجميعها، إلى قطع فنية فريدة تتراوح بين الكتب القديمة والمجوهرات النادرة الحديثة.

## روابط خارجيه
- صور اقمار اصطناعيه لزقاق البلاط على Wikimapia